# رأفت محمد
رأفت محمد (6 يوليو 1977) هو مدرب كرة قدم سوري ولاعب سابق وهو المدير الفني لنادي العهد.

## مهنة دولية
سجل هدفاً واحداً لصالح منتخب سوريا في مباراة ودية ضد عمان في 3 ديسمبر 2005.

## مهنة إدارية
في 10 يناير 2023، عُيّن مدربًا رئيسيًا لفريق العهد في الدوري اللبناني الممتاز في منتصف موسم 2022–23.

## الإنجازات

### مدرب
العهد
- الدوري اللبناني الممتاز: 2022–23
- كأس الاتحاد اللبناني: 2023
- كأس السوبر اللبناني: 2023